# Petschora (Schiff)
Die Petschora war ein U-Boot-Begleitschiff der sowjetischen Marine, das ursprünglich als Otto Wünsche für die deutsche Kriegsmarine im Zweiten Weltkrieg gebaut wurde. Sie diente nach Kriegsende noch bis in die 1970er Jahre in der sowjetischen Marine.
Sie war das dritte von insgesamt acht geplanten Schiffen der Wilhelm-Bauer-Klasse, von denen allerdings nur vier auf Stapel gelegt und nur drei fertiggestellt wurden, neben dem Typschiff Wilhelm Bauer nur noch die Waldemar Kophamel und die etwas größere Otto Wünsche. Die drei Schiffe waren die größten Flottentender der Kriegsmarine. Namensgeber war der U-Boot-Kommandant Otto Wünsche (1884–1919) aus dem Ersten Weltkrieg.

## Bau und Technische Daten
Das Schiff wurde 1938 bei den Howaldtswerken in Kiel auf Stapel gelegt, lief dort am 23. Mai 1940 vom Stapel und wurde am 6. November 1943 in Dienst gestellt. Es war etwas größer als seine beiden Schwesterschiffe. Es war 139,4 m lang (132,2 m in der Wasserlinie) und 16 m breit, hatte einen Tiefgang von 5,10 m und verdrängte maximal 5900 t. Die Bewaffnung bestand aus vier (ab 1944 nur noch zwei) 10,5-cm-L/45-Flak, ab 1944 einer 4-cm-Flak Bofors, zwei 3,7-cm-Flak und vier (ab 1944 zwölf) 2-cm-Flak. Die Besatzung zählte 289 Mann, und das Schiff bot bis zu 423 Mann U-Boot-Besatzungen Unterkunft. Zwei Propeller und vier MAN-Dieselmotoren mit zusammen 13.800 PS verliehen dem Schiff eine Höchstgeschwindigkeit von 21,5 Knoten. Der Aktionsradius betrug 9000 Seemeilen bei 15 Knoten Marschgeschwindigkeit.

## Schicksal
Das Schiff wurde ab 6. November 1943 der 27. U-Flottille als Begleitschiff zugeteilt, kam aber kurz vor Kriegsende im April 1945 zur 26. U-Flottille. Bereits im Februar 1945 verlegte es mit dem Stab des Führers der Unterseebootsausbildungsflottillen (F.d.U. Ausb.) von Pillau nach Warnemünde.
Wenige Wochen nach Kriegsende, am Morgen des 14. Juni 1945, wurde das Schiff bei der großen Munitionsexplosion in Flensburg-Kielseng beschädigt und hatte Tote und Verwundete unter seiner Besatzung zu beklagen. Es konnte aber später abgeschleppt und in der Förde vor Anker gelegt werden.
Nach den notwendigen Reparaturen diente die Otto Wünsche zunächst als Wohnschiff beim Deutschen Minenräumdienst, wurde dann aber zu sowjetischer Kriegsbeute erklärt. Anfang Januar 1946 begleitete das Schiff sechs an die sowjetische Marine auszuliefernde Schiffe nach Libau und brachte deren deutsche Restbesatzungen wieder nach Deutschland zurück; es handelte sich dabei um den Leichten Kreuzer Nürnberg, das Zielschiff Hessen mit seinem Fernlenkboot Blitz, den Zerstörer Z 15 Erich Steinbrinck und das Torpedoboot T 33 und das alte Torpedoboot und jetzige Torpedofangboot T 107. Die gleiche Aufgabe hatte das Schiff in der ersten Februarwoche, als es die beiden Zerstörer Z 20 Karl Galster und Z 14 Friedrich Ihn zu deren Übergabe nach Libau begleitete und ihre Restbesatzungen am 9. Februar nach Deutschland zurückbrachte.
Im März 1946 wurde die Otto Wünsche selbst ebenfalls an die sowjetische Marine übergeben, die das Schiff am 6. März unter dem neuen Namen Petschora (russ.: Печора) in Dienst stellte. Vom 20. Juli 1946 bis zum 17. September 1973 diente es in der Nordflotte, danach bis zum 13. April 1977 als Wohnschiff mit der Bezeichnung PKZ-14. Dann wurde es aus der Liste der Schiffe gestrichen und bald darauf abgewrackt.